# Luce Fabbri

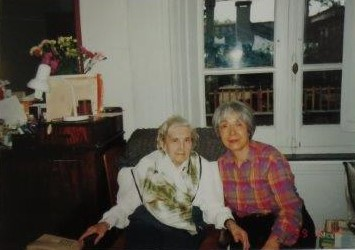
Foto von Misato Toda und Luce Fabbri (1999)

Luce Fabbri (* 2. Juli 1908 in Rom; † 19. August 2000 in Montevideo) war eine Anarchistin und Publizistin und die Tochter von Luigi Fabbri.

## Leben
Geboren in Rom, studierte sie in Bologna. In ihrem Elternhaus gingen politisch Aktive ein und aus, wie Errico Malatesta und Aldo Venturini. Sie hatte einen Bruder, Vero Fabbri. Schon früh publizierte sie in der Zeitschrift Pensiero e Volonta. Ihr Vater musste 1926 Italien auf Druck der Faschisten verlassen. Ende 1928 machte Luce ihren Abschluss in Bologna über Elise Reclus. Einige Monate später verließ sie Italien illegal in die Schweiz mit Hilfe eines gefälschten Passes und des Anarchisten Giuseppe Peretti. Im Juni 1929 traf sie sich mit ihren ausgewiesenen Eltern in Paris wieder. Von dort ausgewiesen zogen sie nach Belgien und ließen sich schließlich in Montevideo in Uruguay nieder.
In Uruguay machte sie die viele Bekanntschaften, unter anderem mit Diego Abad de Santillán und Simon Radowitsky. 1930, nach dem Staatsstreich von Uriburu, flohen viele Anarchisten aus Argentinien. Unter ihnen war der Anarchist Ermacora Cressati, welchen Luce 1933 heiratete. Während des Spanischen Bürgerkrieges organisierte sie in Uruguay Unterstützungsaktionen. Zwischen 1949 und 1991 unterrichtete sie italienische Literatur an der Universität von Montevideo, unterbrochen von der Militärdiktatur von 1974 bis 1986.
Sie schrieb einen italienischsprachigen Teil für die Zeitschrift Socialismo y Libertad sowie ab 1930 für Studi Sociali, welche ihr Vater herausgab.

## Werke
- I Canti dell'Attesa 1932
- Camisas Negras 1935
- 19 de Julio Antología de la Revolucíon Española 1937 (unter dem Pseudonym Luz de Alba)
- La Strada 1952
- La Poesía de Leopardi 1971